# Heinrich Neviandt
Heinrich Neviandt (* 1. Oktober 1827 in Mettmann; † 6. April 1901 in Elberfeld) war Theologe und Mitbegründer des Bundes Freier evangelischer Gemeinden.

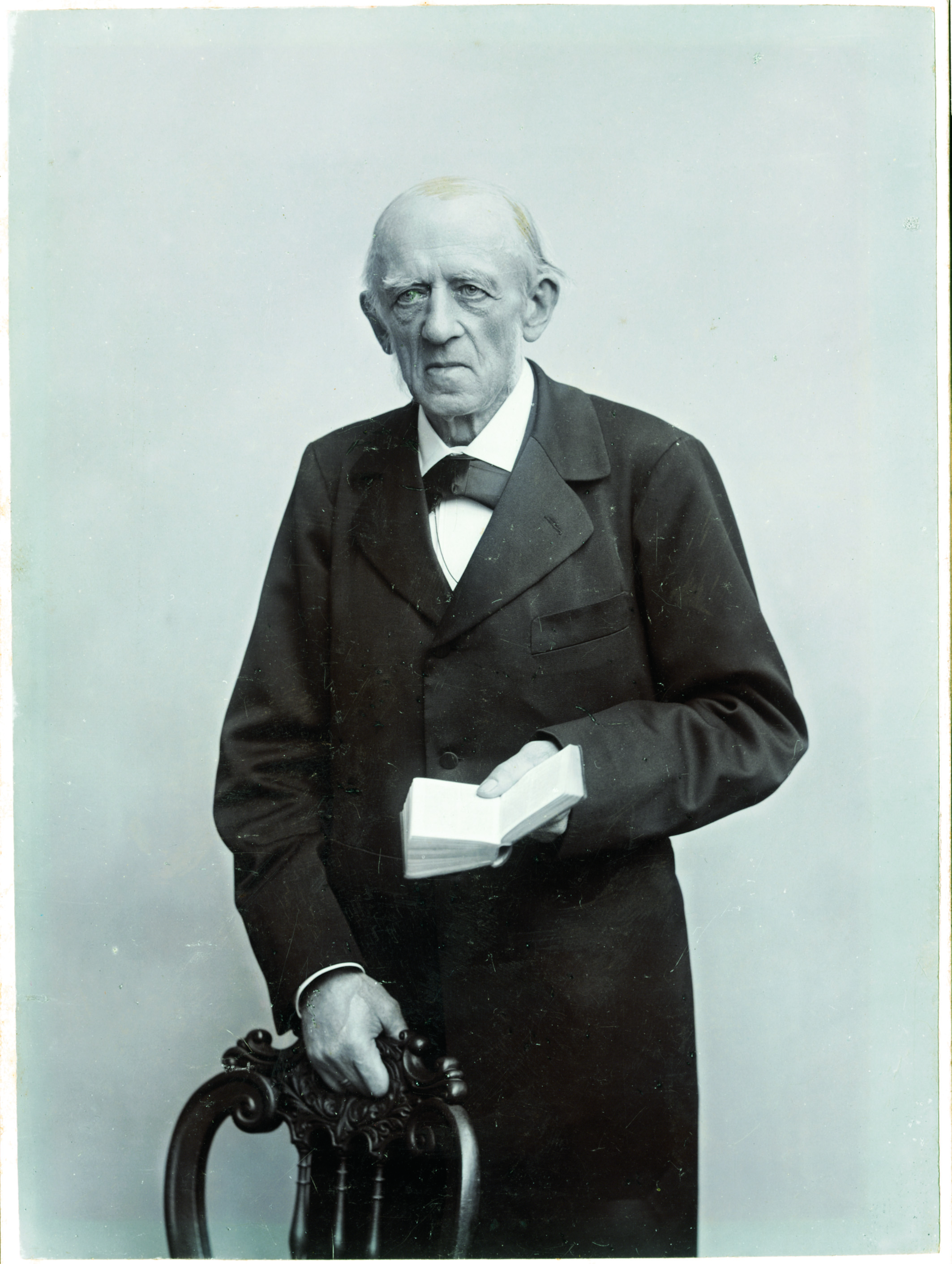

## Leben
Die Familie hugenottischen Ursprungs, in die Neviandt als Sohn des Textilfabrikanten Carl Wilhelm Neviandt (1792–1870) geboren wurde, bildete einen der Mittelpunkte erwecklichen Lebens im Bergischen Land. Neviandts Vater war Mitbegründer der Evangelischen Gesellschaft (1848) und des Evangelischen Brüdervereins (1850), die sich nach den Erschütterungen der Revolution von 1848/49 zur Evangelisierung Deutschlands gegründet hatten. Die frühen Erfahrungen im Elternhaus stellten die Weichen für seinen Lebensweg. Später übte sein Schwager, der Gründer der ersten Freien evangelischen Gemeinde in Deutschland, Hermann Heinrich Grafe (1818–1869), einen sehr bestimmten Einfluss aus, der sich sowohl auf Neviandts Glauben bezog als auch auf seine Entscheidung, Mitglied und Prediger dieser Gemeinde in (Wuppertal-)Elberfeld und Barmen zu werden.

## Theologie
In Halle an der Saale, wo Neviandt sein Theologiestudium begann, erfuhr er durch die Erweckungstheologen August Tholuck (1799–1877) und Julius Müller (1801–1878) erste bestimmende Eindrücke für sein theologisches Denken, durchlebte aber auch durch die Begegnung mit der historisch-kritischen Forschung eine tiefgreifende Krise. Die Begegnung mit den Gedanken August Neanders (1789–1850) setzten theologische Richtlinien in sein Leben, die dazu führten, dass die ekklesiologische Frage zur unabwendbaren Gewissensfrage für ihn wurde.
Die Vorbereitung auf das zweite theologische Examen, wo er sich mit dem Wesen des evangelischen Gottesdienstes und der Sakramentsfrage befassen musste, führte zu „ersten ernsteren Erschütterungen“ seiner kirchlichen Stellung. Er wies eine Probepredigt ab und teilte dem Konsistorium mit, dass es ihm unmöglich sei, ein Amt als ordinierter Pfarrer in der Landeskirche zu übernehmen, weil er aufgrund des  Neuen Testamentes gegen die kirchliche Verfassung grundsätzliche Bedenken habe wegen der „Gleichberechtigung der Gläubigen und Ungläubigen“, die durch „unsere ganze kirchliche Organisation hindurchgeht und von welcher die meisten Missstände in der Kirche, die den Gegenstand der immer wiederkehrenden Klagen so vieler ernster christlicher Männer bilden, die notwendige Folge sind.“ Das zeige sich auch „in der Art, wie man ein mündiges Glied der Kirche wird und nicht minder in der Verwaltung des hl. Abendmahles, das seitens der Kirche nicht bloß Gläubigen, sondern auch Ungläubigen gereicht wird, während es in der Hl. Schrift als ein Mahl der innigsten Gemeinschaft der Gläubigen untereinander und mit dem Herrn dargestellt zu sein scheint.“
Als ihn während einer Tätigkeit im Auftrag des Evangelischen Brüdervereins im Siegerland die Nachricht von der Gründung der Freien evangelischen Gemeinde in Elberfeld-Barmen am 22. November 1854 erreichte, trat er nach einem „ernsten inneren Kampf“ aus der Landeskirche aus, schloss sich der independenten Gemeinde an und wurde zu ihrem Prediger berufen, nachdem er vorher noch die Dissidentengemeinden in der Schweiz, in Frankreich und Belgien (Eglises évangéliques libres) besucht und sich mit ihrem Gedankengut vertraut gemacht hatte.
Für Neviandt – wie auch für H.H. Grafe – war die auf reformiertem Boden gewachsene Entdeckung der voraussetzungslosen, freien und Freiheit schenkenden Gnade Gottes maßgebend auch für sein Gemeindeverständnis. Neviandt, der sich als „verbi divini minister“ verstand, sah sich dem Wort Gottes in seinem „ganzen Umfang“ verpflichtet und beauftragt, das Evangelium auch in den ekklesiologischen Fragen geltend zu machen. Daher sah er die Gestalt der Landeskirche nicht mehr als exegetisch-theologisch legitimiert an. Die Kirchenverfassung war für ihn nicht eine Frage der Zweckmäßigkeit, sondern eine dem menschlichen Wollen entzogene, durch das Wort Gottes entschiedene Glaubensfrage, gegenüber der der einzelne nur gehorsam oder ungehorsam sein konnte. Trotz seiner Trennung von der Landeskirche versicherte er, dass er sich „stets von Herzen freuen werde über alles das, was für den Herrn und sein Reich innerhalb der Kirche geschieht, der ich bisher angehört habe.“ Und er fühle sich mit allen innig verbunden, „die den Herrn Jesum liebhaben, aber zur Zeit ihre Stellung innerhalb der Kirche für die ihnen angewiesene halten.“ Er hoffe „durch die Tat zu beweisen, dass die brüderliche Liebe durch die Trennung von der bestehenden Kirche nicht erkaltet.“
Die Gemeindearbeit bildete bis zu seinem Tod am 6. April 1901 den Schwerpunkt seines Lebens. In der Predigt sah er die wesentlichste Aufgabe des Gemeindehirten. Aus den Jahren 1863 bis 1901 liegen über 1.300 ausgeschriebene Predigten vor, im Wesentlichen über fortlaufende Texte aus den paulinischen Briefen. Im Mittelpunkt seiner christozentrischen Predigten, die meist lehrhaften und erbaulichen Charakter hatten, stand die Verkündigung von Rechtfertigung und Heiligung.
Nach Grafes Tod übernahm er 1870 den Vorsitz des Brüdervereins und zusätzlich von 1889 bis 1901 die Aufgabe eines Schriftleiters des Vereinsblattes „Der Säemann“. Als 1874 der Bund Freier evangelischer Gemeinden gebildet wurde, war Neviandt entscheidend an der Entstehung und Leitung des Bundes beteiligt. Er wurde zum Präses der Konferenz gewählt, galt lange als der unbestrittene Führer des Bundes und verfolgte mit ihm das Ziel, sich „gegenseitig in dem gemeinsamen Glauben an den Herrn Jesum und in der Liebe zu allen Kindern Gottes zu stärken [...], sich untereinander mit den empfangenen Gaben zu dienen, zu rathen und hülfreiche Hand zu bieten.“ Jede konfessionelle Enge oder denominationelle Festlegung des Bundes als „Parteisache“ suchte er zu verhindern, aber gleichzeitig die Autorität des Bundes in Richtung eines synodalen Systems zu festigen.
Neviandt engagierte sich für die Evangelische Allianz, die 1846 in London als „Evangelischer Bund“ gegründet worden war und die Vision einer „Vereinigung aller Protestanten“ in sich trug. Er fungierte als stellvertretender Vorsitzender des „Westdeutschen Komitees der Evangelischen Allianz“. An der Heiligungsbewegung, die seit 1875 auch in Deutschland hohe Wellen schlug, nahm Neviandt zunächst regen Anteil, aber distanzierte sich zunehmend von deren ungesunden Einseitigkeiten ebenso wie von schwärmerischen und drängerischen Methoden des schwedisch-amerikanischen Evangelisten Fredrik Franson (1852–1908), der als einer der Initiatoren der 1879 gegründeten „Allianz-Mission“ gilt, die zur Außenmission der Freien evangelischen Gemeinden wurde.

## Neviandt-Preis
Seit 2008 wird der nach Heinrich Neviandt benannte Preis an Personen verliehen, die sich um die ältere und jüngere FeG-Geschichte verdient gemacht haben. Mit dem "Neviandt-Preis" wurden bisher folgende Personen vom Historischen Arbeitskreis des SCM Bundes-Verlages und Initiative des Bundes Freier evangelischer Gemeinden in Kooperation mit der Theologischen Hochschule Ewersbach geehrt:
- 2008: August Jung
- 2009: Gerhard Hörster
- 2011: Hartmut Weyel
- 2013: Prof. Dr. Wolfgang Heinrichs
- 2015: FeG-Altpräses Peter Strauch
- 2017: Dr. Wolfgang Dietrich
- 2019: Prof. Dr. Wilfrid Haubeck
- 2020: Kurt Seidel
- 2021: Dr. Johannes Demandt
- 2023: Prof. Dr. Markus Iff

## Zitate
- Die Einheit aller Kinder Gottes ist vorhanden, nicht zu machen.
- Christen sollen Salz, aber nicht Pfeffer sein.

## Werke
- Berechtigte Gewissens-Ueberzeugung und unberechtigter Subjektivismus; in: Die freie Gemeinde Nr. 7, Bern 1883.
- Die Gemeinde der Gläubigen im Alten und Neuen Testamente, ihre Beziehungen und ihre Unterschiede; in: Die freie Gemeinde Nr. 10, Bern 1889.